# Lokalna samouprava
Lokalna samouprava ima toliko opredelitev kolikor je avtorjev, ki pišejo o njej. Lokalna samouprava vsebuje: teritorialni element (lokalna skupnost), funkcionalni element (svoje lastno delovno področje), organizacijski element(opravljanje nalog neposredno ali po svojih organih), materialno-finančni element (lastna materialna in finančna sredstva) in pravni element (lastnosti pravne osebe). Treba pa je omeniti še lokalno zavest, ta se kaže v pripadnosti in medsebojni solidarnosti prebivalcev lokalne skupnosti ter v možnosti njihove javne uveljavitve.

## Definicija
Lokalna samouprava je pravni pojem, pravna kategorija. V demokratičnih državah jo zagotavlja Ustava(v Sloveniji Ustava Republike Slovenije, natančneje 9. člen )in zakoni. Na ta način je lokalna samouprava in lokalna skupnost kot njen nosilec umeščena v celotni pravni red in je zavarovana pred neupravičenimi posegi države. Če nastopi konflikt med državo in lokalnimi skupnostmi v demokratični ureditvi tak spor rešuje neodvisni organ (Ustavno sodišče Republike Slovenije, Upravno sodišče Republike Slovenije, Vrhovno sodišče Republike Slovenije).
Lokalna skupnost in lokalna samouprava sta siamska dvojčka-celota.
Elementi lokalne skupnosti:
1. Ozemlje (teritorij)
2. Skupni interesi in potrebe – po varnosti, po zagotavljanju pogojev za življenje(voda, komunala, elektrika..), elementarne potrebe in potrebe višjega ranga (kultura, šport..)
3. Zavest o pripradnosti – zavest ljudi, da jemljejo skupnost za svojo in so pripravljeni biti aktivni in udeleženi pri njenem upravljanju
4. Prebivalci
5. Pogoji za organiziranje dejavnosti za zadovoljevanje potreb ljudi – javne službe ki producirajo javne storitve za zadovoljevanje potreb ljudi.

Temeljne samoupravne lokalne skupnosti so občine (ali mestne občine), te pa se samostojno odločajo o povezovanju v širše skupnosti, tudi v pokrajine. Pokrajine urejajo in opravljajo lokalne zadeve širšega pomena, ki presegajo zmogljivosti občin.Nadalje se mestne občine delijo na mestne četrti oz. četrtne skupnosti, medtem ko se občine delijo na lokalne skupnosti, naselja oz. krajevne skupnosti.Ob državnem upravnem sistemu imamo še lokalni upravni sistem, ki ga pomenijo občine kot temelje samoupravne lokalne skupnosti s svojo organizacijo odločanja. Lokalne skupnosti so enakopraven partner državi. Njihov položaj jim je zagotovljem z ustavo, mednarodnimi pogodbami, kot je npr. Evropska listina lokalne samouprave (MELLS) in zakoni (najpomembnejši je Zakon o lokalni samoupravi).
Lokalna skupnost je nosilec lokalne samouprave, ki je priznana z ustavo in ostalim pravnim redom. Po evropski listini (3 čl.) je lokalna samouprava pravica in sposobnost lokalnih oblasti, da v mejah zakona in z lastno odgovornostjo opravljajo bistveni del javnih zadev v korist lokalnega prebivalstva. To pravico uresničujejo demokratično izvoljeni sveti ali skupščine (predstavniška telesa), ki imajo lahko svoje izvršilne organe, ki so njim (svetom in skupščinam) odgovorni.
Drugi del uresničevanja lokalne samouprave pa predstavljajo druge oblike neposrednega odločanja državljanov (prebivalcev) kot so skupščine državljanov, referendumi in druge oblike. Te oblike so sedaj razdelane: posvetovalna telesa (v katerih so prebivalci), ad hoc odbori (ko je zadeva rešena, se razpusti), uporaba interneta (odločanje iz fotelja) in druge oblike organizacije civilne družbe.

### Lokalna skupnost
Lokalna skupnost je sociološka kategorija in je družbeni pojav, nekaj kar dejansko obstaja. Po teoriji organizacij spada med teritorjalne organizacije za te je prostor konstitutivna značilnost. Prostor je pogoj brez katerega lokalne skupnosti ni, in nemore obstajati. Lokalna skupnost je organizirana skupina ljudi, ki sama odloča o svojih, lokalnih zadevah.

### Občina
Občina (ang. municipality, it. municipio, nem. gemeinde) je temeljna lokalna skupnost, katere ustavno zasnovo pogojujejo: skupne potrebe in interesi prebivalcev enega ali več naselij, ki sodelujejo pri upravljanju javnih zadev lokalne ali krajevne narave, samostojno oz. samoupravno v razmerju do države. Občina je naravna življenjska skupnost ljudi, ki prebivajo na območju enega ali več povezanih območji.

### Regija
Regija (lat. regio) je vmesna raven oblasti med centralno oblastjo ali državo in manjšimi lokalnimi oblastmi ali občinami. Gre za vmesni prostor med občinami in državo , v katerih se pojavijo aktualne potrebe, kot so gradnja in vzdrževanje cest regionalnega pomena, oskrba z vodo in energijo,... Imena oz. poimenovanja za ta prostor pa se med državami razlikujejo. V sloveniji jih tako poimenujemo pokrajne. Predstavlajo drugo raven lokalne samouprave.

### Pokrajina
Pokrajine so nova upravna struktura, ki bo zapolnila povezavo med občinami in državo, da bo uresničevala načela subsidiarnosti. V Sloveniji imamo samo en nivo lokalne samouprave. V ustavi so predvidene pokrajine, ki bi zavzele drugi nivo. Večina evropskih držav ima vsaj dva nivoja. Centralno vprašanje za pokrajne je število pokrajin; imena pokrajin in sedeži pokrajin. 
V ustavi iz 1991 je pisalo, da se lahko občine povežejo v pokrajine, vendar se je ta ideja izkazala za napačno.
Slovenija je še vedno močno centralizirana kar pomeni, da regionalne zadeve še vedno upravlja država. Ena temeljnih nalog pokrajin bi bila načrtovanje regionalnega razvoja.Zametke pokrajin že imamo. 13 statističnih regij to je prostor, kjer se občine srečujejo in dogovarjajo o svojih razvojnih načrtih. Če bodo pokrajine nastale, bodo prevzele razvojne načrte in vse regionalne zadeve. Število pokrajin je zelo različno in še ni dokončno (8–14).Pokrajine bi dobile svojo organizacijo. Povečale bi število zaposlenih v birokraciji (upravi).Če bi nastale pokrajine, se poraja vprašanje, ali ostati pri enotirnem sistemu ali preiti na dvotirnega.

## Zgodovinski razvoj
- Lokalna samouprava  je pravni instrument z dolgo zgodovino. V demokratičnih družbah jo poznajo že več stoletij. V Evropi se je korenila že v srednjem veku, najprej se je začela pojavljati v srednjeveških mestih, ta so pridobila pravico organizirati sejme, skrbeti za javni red in mir. Obseg tedanje lokalne samouprave je bil zelo majhen v primerjavi s pristojnostmi današnjih občin in širših lokalnih skupnosti.Avtonomija mest je imela velik pomen, s tem so meščani sebe ščitili pred monarhom in njegovimi zahtevami.
- Ker je bila Slovenija dolgo pod avstro-ogrsko monarhijo, na začetku nosi lokalna samouprava velik pečat absolutizma, ko lokalnih skupnost ni bilo.
- Po marčevski revoluciji so se šele ustanovile samoupravne občine. Veliko veljavo ima okvirni državni zakon o občinah iz leta 1862. Veljal pa je vse do leta 1918.
- V kraljevini SHS so v času Vidovdanske ustave iz leta 1921 obstajale tako občine kot okraji in oblasti. To so bile enote lokalne samouprave, ki so bile ob enem tudi enote državne uprave.
- Po letu 1929 pa kralj v času šestojanuarske diktature s posebnim zakonom razreši vse občinske uprave. Po novem je občinske uprave v Beogradu, Zagrebu in Ljubljani imenoval kralj na predlog ministrstva za notranje zadeve ostale pa so imenovali veliki župani.
- Oktroirana ustava Kraljevine Jugoslavije iz leta 1931 kot lokalne skupnosti pozna občine in banovine.
- Med drugo svetovno vojno pa se začno ustanavljati novi organi Narodnoosvobodilni odbori v (osvobojenih) delih Jugoslavije, v Sloveniji pa tudi ustanavljati terenski odbori  Osvobodilne fronte.
- Šele leta 1946 se z Zakonom o ljudskih odborih določi da so ljudski odbori temeljni organi državne oblasti, ki pa se oblikuje na krajevni, mestni, okrajni, okrožni in oblastni ravni.
- Leta 1955, ko je uveden komunalni sistem, se število občin drastično zmanjša (3811 na 561) in poveča njihov teritorij. Občina postane temeljna celica državnega pravnega reda ter s tem dobi status komune. Komuna oz. občina tako opravi okoli 80 % nalog države.
- Leta 1974 občina postane samoupravna in temeljna družbenopolitična skupnost, ki je zasnovana na družbeni lastnini.
- Velik zgodovinski pomen pa je odigrala Evropska listina lokalne samouprave (MELLS), to je prvi multilateralni mednarodni dokument, ki ščiti lokalno samoupravo. Sprejela ga je vseevropska organizacija Svet Evrope (SE), ki jo sestavlja 47 držav članic. Slovenija je že pri pripravi nove Ustave v letu 1991 upoštevala najpomembnejši pravni inštrument SE na področju lokalne samouprave - MELLS(sprejet je bil 15. 10. 1985 v Strasbourgu in v veljavo je stopil 01. 08. 1988 ko so ga ratificirale 4 članice). Slovenija je MELLS podpisala leta 1994 in ratificirala brez pridržkov leta 1996. Listina pa je v Sloveniji začela veljati 31. 03. 1997. Leta 2003 pa stopi v veljavo tudi Evropska okvirna konvencija o čezmejnem sodelovanju teritorialnih skupnosti oz. oblasti, podpisana pa je bila leta 1998.

Tekom zgodovine tako lahko opazujemo proces decentralizacije - proces prenosa oblasti z države na lokalno samoupravo. Gre za to da države vse več nalog prenašajo na lokalne skupnosti, bodisi v njihovo izvirno pristojnost(avtonomno rešuje naloge, tako obvezne ali prostovolne), bodisi v njihovo preneseno pristojnost (opravlja naloge v imenu države, opravlja pa jih lokalna samouprava v imenu in za račun države).

## Vidiki lokalne samouprave v Sloveniji

### Teritorialni vidik
V Sloveniji je trenutno 212 občin. Pogoje za oblikovanje občin tako ureja že Ustava Republike Slovenije in bolj natančno še Zakon o lokalni samoupravi in Zakon o ustanovitvi občin in o določitvi njihovih območij. Navadna občina mora imeti tako najmanj 5 000 prebivalcev. obstajajo izjeme iz različnih razlogov: geografskih, obmejnih, narodnostnih, zgodovinskih, gospodarskih. Mestna občina pa mora imeti najmanj 20 000 prebivalcev in najmanj 15 000 delovnih mest, od tega polovico v storitveni dejavnosti. V RS imamo zaenkrat le temeljne lokalne skupnosti torej občine, številne zelo problematične, takšne, ki ne izpolnjujejo zakonskih pogojev, in pričakujemo še širše samoupravne lokalne skupnosti; to so pokrajine.
Širših lokalnih skupnosti (pokrajin) še nimamo. Po strokovnem predlogu potrebujemo nov 143 čl. Ustave, ki govori o širših lokalnih skupnostih. Ta nov člen bi nosil naziv pokrajina. Določil pa bi, da je pokrajina širša samoupravna lok. skupnost, ki opravlja javne zadeve širšega pomena in z zakonom določene zadeve regionalnega pomena (npr. planiranje regionalnega razvoja). Pokrajina se ustanovi z zakonom, torej jo ustanovi državni zbor (tako kot občine). Pri oblikovanju zemljevida pa imajo po Ustavi pravico do besede tudi občine. Zdaj velja, da občine odločijo o ustanovitvi pokrajine. To je strokovni spaček, nekaj nemogočega. Občine lahko ustanovijo npr. zvezo občine, zaradi določenih skupnih nalog. Takšna zveza je zgolj oblika medobčinskega sodelovanja ne pa pokrajina. Pred ustanovitvijo pokrajine mora državni zbor pridobiti MNENJE (ne soglasje) občinskih svetov o predlagani členitvi RS na pokrajine. Po strokovnem predlogu naj bi v RS imeli velike pokrajine od 6-8, ki pravzaprav temeljijo na obstoječih geografskih pokrajinah (Dolenjska, Primorska, Notranjska, Štajerska…) Ljudje imajo občutek pripadnosti obstoječim geografskim pokrajinam.  Najbolj občutljiv je Zakon o ustanovitvi pokrajin, ki se sprejema s posebej kvalificirano večino, podpreti ga mora vsaj dve tretjini navzočih poslancev.
V Evropi se uporablja izraz regionalizacija države, kar na Slovenskem pomeni pokrajinizacijo Republike Slovenije. Tu je več pojmov, kot je regija, regionalizem in regionalizacija. Razlogi za uvajanje pokrajin oz. za regionalizacijo so naslednji:
- raznolikost Slovenije(tako majhna država v kateri ima vsaka geografska regija svoje specifične značilnosti)
- sodelovanje z lokalnimi skupnostmi drugih držav (sodelovanje z Evropsko Unijo )
- lažje črpanje evropskih sredstev za razvoj (sedaj so evropska sredstva za manjše občine nedosegljiva)
- večja iniciativnost in odgovornost za lastni razvoj in reševanje krize na regionalni ravni
- večji vpliv na odločanje na državni ravni

### Funkcionalni vidik
Pri funkcionalni sestavini gre pravzaprav za uresničevanje načela subsidiarnosti, ki naj bi se uresničilo z decentralizacijo Slovenije. Prav uvedba pokrajin je glavni cilji decentralizacije. Gre za politično decentralizacijo, ki jo mora spremljati fiskalna decentralizacija. Vsaka prenesena naloga iz države na pokrajino oz. občino mora biti deležna istočasnega finančnega prenosa, zagotoviti je treba ustrezna sredstva za opravljanje teh javnih nalog.

### Organizacijski vidik
Organizacijska sestavina govori o shemi organov in oblik odločanja tako v občinah kot v bodočih pokrajinah. Država je z zakonom o lokalni samoupravi določila, da so organi občine: občinskega sveta, župana in nadzornega odbora. V odločanju o občinskih zadevah pa sodelujejo njeni prebivalci tudi neposredno. Pri čemer zakon o lokalni samoupravi  opredeljuje tri oblike udeležbe ali participacije ljudi pri odločanju v občini. Ti so zbori občanov, lokalni referendum in ljudska iniciativa. Poleg Zakona o lokalni samoupravi še posamezni drugi zakoni. Kdaj je obvezno sklicati zbore občanov ali izvesti referendum. Gre za obvezne referendume npr. pred ustanovitvijo občine in za t.i. posvetovalne referendume, ko se ugotavlja volja ljudi pred sprejemom odločitve določenega odloka npr. odlok o lokalnih javnih službah. Ne moremo govoriti o lokalni samoupravi, če se te oblike participacije  državljanov ne uporabljajo. Obe shemi sta si zelo podobni. Najvišje predstavniško telo v pokrajini je pokrajinski svet. Pokrajinski svet voli predsednika, kot tudi enega ali več podpredsednikov pokrajine izmed svojih članov, z razliko od župana ki je voljen na volitvah. Predsednik pokrajinskega sveta pa je hkrati predsednik pokrajine in predstojnik pokrajinske uprave. Pokrajinska uprava je tako kot občinska uprava strokovni organ, ki opravlja strokovne in druge naloge za pokrajinske organe. Lahko pa opravlja tudi določene prenesene državne naloge. Pokrajinska uprava pa naj bi bila deljena na resorje, ki jih bodo vodili direktorji  posameznega resorja. Predviden pa je še organ svet občin, katerega naj bi sestavljali župani občin z območja pokrajine. To telo bi imelo pravico veta na določene odločitve pokrajinskega sveta.

### Neposredna demokracija v občini
Odločanje o javnih zadevah na ravni občin je neposredno. To pomeni, da se odločitev ne sprejema na volitvah. Na lokalni ravni pa to ne predstavlja nobenih večji ovir. Prvič zato, ker so lokalne ravni manjše od države. Drugič pa zato, ker so problemi lokalnega upravljanja bolj razumljivi ljudem in ne potrebujejo večjega poznavanja, kot je to potrebno na državni ravni.

### Materialni vidik
Financiranje občin ureja Zakon o financiranju občin. Občina potrebuje materialna sredstva za izvajanje svojih pravic in dolžnosti. Financira se tako iz lastnih sredstev, to so davki in druge dajatve ter s finančnimi izravnavami, to so sredstva, ki jih država zagotavlja občinam, za zagotovitev enakomerne porabe v vseh občinah. Občina pa ima pravico do zadolževanja. ki pa jo Zakon o financiranju občin omejuje.